# Bennet Omalu
Pour les articles homonymes, voir Omalu.
Bennet Omalu est un médecin légiste et neuropathologiste afro-américain, né le 30 septembre 1968 à Nnokwa dans l’État d'Anambra au Nigeria.

## Biographie
Il est né à Nnokwa au sud-est du Nigeria le 30 septembre 1968, il est le sixième de sept frères et sœurs. Il est né pendant la guerre civile nigériane, ce qui a poussé sa famille à fuir leur maison dans le village d'Enugu-Ukwu dans le sud-est du Nigeria. Ils sont revenus deux ans après la naissance d'Omalu. La mère d'Omalu était couturière et son père ingénieur civil des mines.
Il commence l'école primaire à l'âge de trois ans et obtient l'entrée au Collège gouvernemental fédéral d'Enugu pour l'école secondaire. Il fréquente l'école de médecine à l'âge de 16 ans à l'université du Nigeria à Nsukka. Après un baccalauréat en médecine et un baccalauréat en chirurgie en juin 1990, il effectue un stage clinique, suivi de trois années de service dans la ville de Jos. Il est déçu par le Nigeria après l'échec du candidat à la présidence Moshood Abiola pour gagner la présidence nigériane lors d'une élection peu concluante en 1993 et commence à chercher une possibilité de bourses d'études aux États-Unis. Il arrive à Seattle dans l'État de Washington en 1994 pour compléter une bourse d'épidémiologie à l'université de Washington. En 1995 il quitte Seattle pour New York où il a rejoint le Harlem Hospital Center de l'université Columbia pour un programme en anatomie et en pathologie clinique. Il suit une formation de médecin légiste sous la direction de Cyril Wecht (en), expert en médecine légale, au bureau du coroner du comté d'Allegheny, à Pittsburgh. Il s'intéresse particulièrement à la neuropathologie.
Il détient huit diplômes d'études supérieures et reçoit des bourses en pathologie et en neuropathologie à l'université de Pittsburgh en 2000 et en 2002, il obtient une maîtrise en santé publique en épidémiologie et en 2004 de l'École supérieure de santé publique de l'université de Pittsburgh un Master of Business Administration. Il a exercé les fonctions de médecin légiste en chef du comté de San Joaquin en Californie, à partir de 2007 jusqu'à sa démission en 2017 après avoir accusé le shérif-coroner du comté d'interférer avec les enquêtes sur la mort pour protéger les policiers. Il est professeur au Département de pathologie médicale et de médecine de laboratoire de l'UC Davis.
L'autopsie de l'ancien joueur des Steelers de Pittsburgh, Mike Webster, par Omalu, en 2002, a permis la réapparition d'une affection neurologique associée à un traumatisme crânien chronique appelé encéphalopathie traumatique chronique, déjà décrite chez les boxeurs et d'autres athlètes professionnels. Webster était mort subitement et de façon inattendue, après des années de lutte contre les troubles cognitifs et intellectuels, la misère, les troubles de l'humeur, la dépression, l'abus de drogues et les tentatives de suicide. Bien que le cerveau de Webster semblait normal à l'autopsie, Omalu a mené des analyses de tissus indépendantes et autofinancées. Il soupçonnait que Webster souffrait de démence induite par des coups répétés à la tête, une affection retrouvée auparavant chez les boxeurs. En utilisant des colorations spécialisées, Omalu a trouvé de grandes accumulations de protéines tau dans le cerveau de Webster, affectant l'humeur, les émotions et les fonctions exécutives de la même manière que les amas de protéines bêta-amyloïde contribuent à la maladie d'Alzheimer.
Avec ses collègues du département de pathologie de l'Université de Pittsburgh, Omalu a publié ses résultats dans la revue Neurosurgery en 2005 dans un article intitulé « Encéphalopathie chronique traumatique chez un joueur de la National Football League ». Dans ce document, Omalu a appelé à une étude plus approfondie de la maladie. Le document a reçu peu d'attention au départ, mais les membres du Comité des lésions cérébrales légères traumatiques de la NFL ont ensuite réclamé sa rétractation en mai 2006. Leur lettre demandant la rétractation a qualifié la description de CTE de « complètement erronée » par Omalu et a qualifié le document d'« échec ».
En novembre 2006, Omalu a publié un deuxième article de neurochirurgie basé sur ses découvertes dans le cerveau de l'ancien joueur de la NFL Terry Long, qui souffrait de dépression et se suicida en 2005. Bien que Long mourût à 45 ans, Omalu trouva des concentrations de protéines tau d'un cerveau de plus de 90 ans atteint d'Alzheimer avancé. Comme pour Mike Webster, Omalu a affirmé que la carrière de football de Long avait causé plus tard des dommages au cerveau et une dépression. Omalu a également trouvé des preuves de CTE dans les cerveaux des joueurs de la NFL à la retraite Justin Strzelczyk (mort en 2004 à 36 ans), Andre Waters (en) (mort en 2006 à 44 ans) et Tom McHale (mort en 2008 à 45 ans).
Le film Seul contre tous raconte son parcours pour reconnaitre le risque d'encéphalopathie traumatique chronique dans la NFL, réalisé par Peter Landesman et sa personne est interprétée par Will Smith.